# 藤典侍
藤典侍（とうのないしのすけ）とは、源氏物語に登場する架空の人物。

## 概要
光源氏の腹心の部下である藤原惟光の娘であり、父親の惟光から大切に育てられ、男兄弟すら滅多に会えないほど可愛がられていた。長じて光源氏の命によって五節の舞姫となった後典侍となり、さらに光源氏の嫡男である夕霧に見初められてその側室となって多くの子を産んだ女性である。藤典侍の「藤」は藤原氏であることを、「典侍」は典侍の地位にあったことを意味している。夕霧の正妻である雲居の雁よりは「いますこしのびやか」（長身）だったとされる。

## 家系
父親は光源氏の腹心の部下である藤原惟光である。弟（兵衛尉）は少女巻や梅枝巻において光源氏の子である夕霧に仕えており、夕霧と宮中に居た時期の藤典侍の手紙の仲介をするなどしている。
夕霧の側室となり、彼との間に数人の子を成した。この子供の数・順序と性別については正妻である雲居の雁の子についての記述も含めて夕霧巻巻末にまとまった記述があるが、以下のように写本・版本によって複雑な違いがあり、どの形が原形であるのか多くの議論が存在している。
| 伝本の名称 | 子供全部の数 | 雲居の雁の子                                   | 藤典侍の子                   | その他 |
| --- | ------------ | ---------------------------------------------- | ---------------------------- | --- |
| 池田本（青） 横山本（青） 伏見天皇本（青） 大島本（青） | 12人         | 太郎、三郎、五郎、六郎、中君、四君、五君       | 次郎、四郎、大君、三君、六君 | 阿部秋生らはこの形を原形であろうとしている |
| 三条西家本（宮内庁書陵部蔵本・日本大学蔵本）（青） 肖柏本（青） 穂久邇文庫本（青） 明融本（青） 幽斎本（青） 後柏原院本（青） 首書源氏物語（青） 湖月抄（青） 尾州家本（河） 高松宮家本（河） 七毫源氏（河） 平瀬本（河） 大島本（河） 鳳来寺本（河） 加持井宮家旧蔵本（河） 伝藤原為家筆本（河） 陽明文庫本（別） 御物本（別） 保坂本（別） | 12人         | 太郎、三郎、四郎、六郎、大君、中君、四君、五君 | 次郎、五郎、三君、六君       | 河内本源氏物語校異集成によれば河内本系統の伝本はすべてこの形であり河内本の中ではこの部分には異文は存在しない。 藤村潔らはこの形を原形であろうとしている |
| 国冬本（別） | 12人         | 太郎、三郎、四郎、六郎、大君、中君、四君、五君 | 四郎、五郎、三君、六君       | 四郎が二個所に出てくるが、これは藤典侍の子の「次郎」を「四郎」と書き誤ったのだろうと考えられている。                                                    |
| 麦生本（別） 阿里莫本（別） | 11人         | 太郎、三郎、四郎、六郎、大君、中君、四君、五君 | 五郎、三君、六君             | この系統の本文のみ夕霧の子供を「全部で十一人である」としている。                                                                                        |
| 大沢本（別） | 記述無し     | 太郎、三郎、四郎、六郎、中君、四君             | 次郎、五郎、大君、三君、六君 | この写本のみ子供全部の数についての記述は無い |

※（青）は青表紙本・（河）は河内本・（別）は別本
※大沢本以外は「源氏物語大成校異編」、「源氏物語別本集成」及び「河内本源氏物語校異集成」による。
これらの子供たちのうち三の君と次郎君は花散里が引き取って養育することになり、また六の君は器量が特に優れているということで女二の宮（落葉の宮）のもとで育てられた。

## 登場する巻
藤典侍は直接には以下の巻で登場し、本文中ではそれぞれ以下のように表記されている。
- 第21帖 少女 五節、娘、舞姫
- 第33帖 藤裏葉 藤典侍、内侍
- 第35帖 若菜下 典侍
- 第39帖 夕霧 内侍、典侍
- 第42帖 匂宮 典侍

## 各巻での活動
父藤原惟光は、源氏の命により娘を五節の舞姫として差し出すことを命じられ、気が進まないもののしぶしぶ出仕に応じた。光源氏の御前での舞の前稽古で初めて夕霧と出会う。夕霧から和歌を詠みかけられるが、このときには夕霧の素性を知らなかったので無視して返事をしなかった。のち五節の舞姫として舞を披露した際改めて夕霧に見初められ、文のやりとりをするようになった（第21帖 少女）。
このとき五節の舞姫を務めた娘は典侍となって宮中にあがることがあらかじめ決められていた。惟光の娘も当初の予定通り宮中にあがって典侍となり「藤典侍」と呼ばれるようになった。このころから夕霧とつきあうようになったが始めは忍ぶ仲で、夕霧に仕えていた弟の兵衛尉が夕霧と藤典侍の間の手紙のやりとりを手伝った（第33帖 藤裏葉）。
女二の宮（落葉の宮）のところに通うようになった夫夕霧に怒って子供たちを連れて実家に帰ってしまった雲居の雁に消息文を贈って夕霧との仲をとりなす。夕霧の側室となって多くの子を産んだ。子供たちのうち三の君と次郎君は花散里が引き取って養育することになった（第39帖 夕霧）。
さらに末娘の六の君は器量が特に優れているということで女二の宮（落葉の宮）のもとで育てられた（第42帖 匂宮）。